# Tavernenuhr

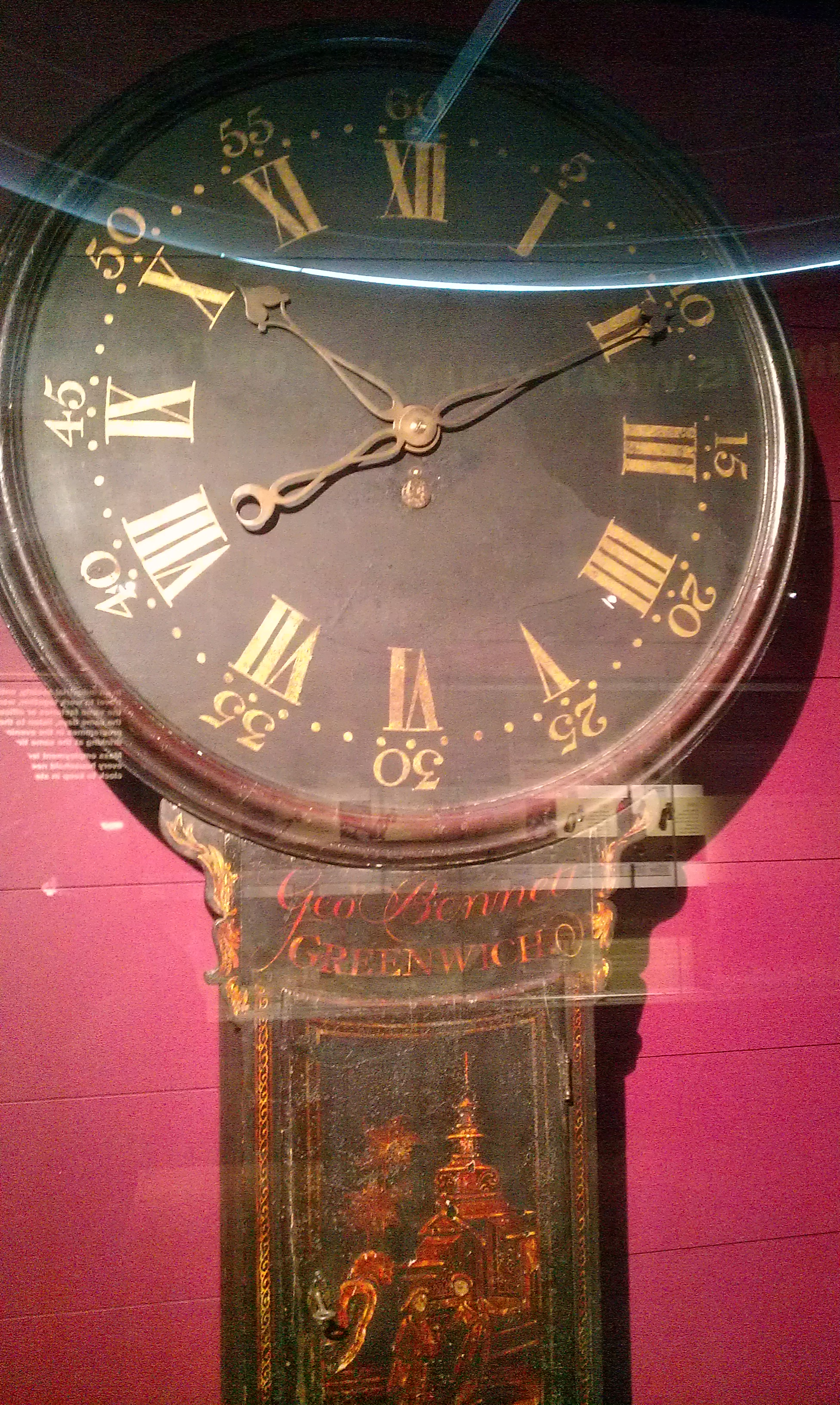
Tavernenuhr in einem Museum in Greenwich

Die Tavernenuhr, auf Englisch auch Act of Parliament clock genannt, ist eine Wanduhr mit Gewichtsantrieb und großem, bemaltem oder lackiertem Holzzifferblatt.
Diese Uhren wurden von Gastwirten aufgestellt und erhielten ihren Namen, weil der englische Premierminister William Pitt der Jüngere 1797 in Großbritannien eine Steuer von fünf Schilling auf Uhren einführte. Viele Uhren wurden daraufhin von ihren Besitzern weggeworfen, die sich nun mehr auf Uhren in öffentlichen Räumen verließen, und die Auswirkungen auf die Uhrenindustrie waren so verheerend, dass das Gesetz im folgenden Jahr wieder aufgehoben wurde. Tatsächlich wurden diese Uhren bereits vor der Mitte des 18. Jahrhunderts hergestellt und waren in den Dienstbotenzimmern großer Häuser sowie in Tavernen in Gebrauch.